# Gaspare Fogli
Gaspare Fogli (Dogana, ... – XVIII secolo) è stato un politico italiano.

## Biografia
Nato a Santarcangelo di Romagna, fedele al cardinale Giulio Alberoni, con l'occupazione alberoniana venne nominato dal papa Gonfaloniere (cioè Governatore) di San Marino che veniva considerata da papa Clemente XII parte dello Stato della Chiesa, mantenne la carica dal 17 ottobre 1739 al 5 ottobre 1740, quando morì Clemente XII e San Marino ritornò indipendente.